# 20377 Jakubisin
A 20377 Jakubisin (ideiglenes jelöléssel 1998 KX46) a Naprendszer kisbolygóövében található aszteroida. A LINEAR projekt keretében fedezték fel 1998. május 22-én.